# Lista siturilor arheologice din județul Argeș - V
Lista siturilor arheologice din județul Argeș - V conține toate siturile arheologice din județul Argeș înscrise în Repertoriul Arheologic Național (RAN) și aflate în localități al căror nume începe cu litera V. RAN este administrat de Ministerul Culturii și Patrimoniului Național și cuprinde date științifice, cartografice, topografice, imagini și planuri, precum și orice alte informații privitoare la zonele cu potențial arheologic, studiate sau nu, încă existente sau dispărute.
Puteți căuta un sit din localitățile care încep cu litera V folosind formularul de mai jos sau puteți naviga prin toate siturile din județ la Lista siturilor arheologice din județul Argeș.
| Cod RAN                                  | Denumire | Localitate                                      | Adresă                        | Datare                           | Descoperit | Coordonate                                    | Imagine           | Erori            |
| ---------------------------------------- | --- | ----------------------------------------------- | ----------------------------- | -------------------------------- | ---------- | --------------------------------------------- | ----------------- | ---------------- |
| 15439.01.01 (Cod LMI: AG-I-m-A-13359.06) | Situl arheologic de la Cetățeni - sat Valea Cetățuia / ansamblu anonim (Categorie: locuire) (Tip: Fortificație)                                                        | sat Valea Cetățuia, comuna Cetățeni             | Cetățuie                      | geto-dacică sec. III - I a.Chr.  |            | 45°14′00″N 25°13′00″E / 45.23333°N 25.21667°E | Încărcați imagine | Raportați eroare |
| 15439.01.02 (Cod LMI: AG-I-m-A-13359.05) | Situl arheologic de la Cetățeni - sat Valea Cetățuia / ansamblu anonim (Categorie: locuire) (Tip: Așezare)                                                             | sat Valea Cetățuia, comuna Cetățeni             | Cetățuie                      | geto-dacică sec. III - I a. Chr. |            | 45°14′00″N 25°13′00″E / 45.23333°N 25.21667°E | Încărcați imagine | Raportați eroare |
| 15439.01.03 (Cod LMI: AG-I-m-A-13359.04) | Situl arheologic de la Cetățeni - sat Valea Cetățuia / ansamblu Cimitirul de la Cetățeni - platoul de lângă râu (Categorie: locuire) (Tip: Necropolă)                  | sat Valea Cetățuia, comuna Cetățeni             | Cetățuie                      | sec. XIII - XIV                  |            | 45°14′00″N 25°13′00″E / 45.23333°N 25.21667°E | Încărcați imagine | Raportați eroare |
| 15439.01.04 (Cod LMI: AG-I-m-A-13359.03) | Situl arheologic de la Cetățeni - sat Valea Cetățuia / ansamblu Fortificația medievală de la Cetățeni - monticolul "Cetățuia" (Categorie: locuire) (Tip: Fortificație) | sat Valea Cetățuia, comuna Cetățeni             | Cetățuie                      | sec. XIII - XIV                  |            | 45°14′00″N 25°13′00″E / 45.23333°N 25.21667°E | Încărcați imagine | Raportați eroare |
| 15439.01.05 (Cod LMI: AG-I-m-A-13359.02) | Situl arheologic de la Cetățeni - sat Valea Cetățuia / ansamblu Așezarea medievală de la Cetățeni - platoul de lângă râu (Categorie: locuire) (Tip: Așezare)           | sat Valea Cetățuia, comuna Cetățeni             | Cetățuie                      | sec. XIII - XIV                  |            | 45°14′00″N 25°13′00″E / 45.23333°N 25.21667°E | Încărcați imagine | Raportați eroare |
| 15439.01.06 (Cod LMI: AG-I-m-A-13359.01) | Situl arheologic de la Cetățeni - sat Valea Cetățuia / ansamblu Ruinele Bisericilor de la Cetățeni - platoul de lângă râu (Categorie: locuire) (Tip: Biserică)         | sat Valea Cetățuia, comuna Cetățeni             | Cetățuie                      | sec. XIII - XIV                  |            | 45°14′00″N 25°13′00″E / 45.23333°N 25.21667°E | Încărcați imagine | Raportați eroare |
| 19203.01.01 (Cod LMI: AG-I-s-A-13386)    | Așezarea din epoca bronzului de la Valea Calului / ansamblu anonim (Categorie: locuire civilă) (Tip: Așezare)                                                          | sat Valea Calului, comuna Șuici                 |                               | Glina                            |            | 45°13′44″N 24°35′23″E / 45.22889°N 24.58972°E | Încărcați imagine | Raportați eroare |
| 16935.01.01 (Cod LMI: AG-I-m-A-13387.01) | Castrul de pământ de la Voinești - "Măilătoaia" / ansamblu anonim (Categorie: locuire militară) (Tip: Castru de pământ)                                                | sat Voinești, comuna Lerești                    | Măilătoaia pe Malul lui Cocoș | romană sec. II                   |            | 45°18′27″N 25°04′55″E / 45.3075°N 25.08194°E  | Încărcați imagine | Raportați eroare |
| 16935.01.02 (Cod LMI: AG-I-m-A-13387.02) | Castrul de pământ de la Voinești - "Măilătoaia" / ansamblu anonim (Categorie: locuire militară) (Tip: Terme)                                                           | sat Voinești, comuna Lerești                    | Măilătoaia pe Malul lui Cocoș | romană sec. II                   |            | 45°18′27″N 25°04′55″E / 45.3075°N 25.08194°E  | Încărcați imagine | Raportați eroare |
| 19383.01.01                              | Așezarea culturii Tei de la Valea Stânii - "Vărzărie" / ansamblu anonim (Categorie: locuire civilă) (Tip: Așezare)                                                     | sat Valea Stânii, comuna Țițești                | Vărzărie                      | Tei                              |            | 45°N 25°E / 45°N 25°E                         | Încărcați imagine | Raportați eroare |
| 13533.01 (Cod LMI: AG-IV-m-A-14019)      | Cruce de piatră la Valea Mare Pravăț (Categorie: structură de cult/religioasă) (Tip: cruce)                                                                            | sat Valea Mare Pravăț, comuna Valea Mare Pravăț |                               | 1755                             |            |                                               | Încărcați imagine | Raportați eroare |
| 16409.01                                 | Cruce de piatră la Valea Nandrii (Categorie: structură de cult/religioasă) (Tip: cruce)                                                                                | sat Valea Nandrii, comuna Dârmănești            |                               | 1810                             |            |                                               | Încărcați imagine | Raportați eroare |
| 15224.03 (Cod LMI: AG-IV-m-A-14022)      | Cruce de piatră la Văleni-Podgoria (Categorie: structură de cult/religioasă) (Tip: cruce)                                                                              | sat Văleni-Podgoria, comuna Călinești           |                               | 1727                             |            |                                               | Încărcați imagine | Raportați eroare |
| 20000.02 (Cod LMI: AG-IV-m-A-14023)      | Cruce de piatră la Vădești (Categorie: structură de cult/religioasă) (Tip: cruce)                                                                                      | sat Vlădești, comuna Vlădești                   |                               | 1593-1602                        |            |                                               | Încărcați imagine | Raportați eroare |
| 15117.01 (Cod LMI: AG-IV-m-A-14024)      | Cruce de piatră la Vrănești (Categorie: structură de cult/religioasă) (Tip: cruce)                                                                                     | sat Vrănești, comuna Călinești                  |                               | 1663                             |            |                                               | Încărcați imagine | Raportați eroare |